# Marcelo Chierighini
Marcelo Chierighini, né le 15 janvier 1991 à Itu, est un nageur brésilien, spécialisé dans les courses de sprint. Au 100 mètres nage libre, il a été finaliste olympique aux Jeux de Rio 2016 et quatre fois de suite finaliste aux Championnats du monde en 2013, 2015, 2017 et 2019. Au relais 4 x 100 mètres nage libre, il détient une médaille d'argent médaille aux championnats du monde 2017.

## Carrière internationale

### 2010–2012
En décembre 2010, lors des championnats du monde de natation en petit bassin 2010, Marcelo Chierighini, remporte avec ses coéquipiers Nicolas Oliveira, César Cielo et Nicholas Santos le bronze dans la course du 4 × 100 mètres nage libre avec un temps de 3:05.74, record d'Amérique du Sud, en laissant derrière l'équipe des États-Unis.
Aux Championnats du monde de natation 2011 à Shanghai, en Chine, où il a terminé 9e au 4 × 100 mètres nage libre. Aux Universiade d'été 2011, il a remporté une médaille d'argent au relais 4 × 100 mètres nage libre,.

### Jeux olympiques de 2012
Aux Jeux olympiques d'été de 2012, il participe aux relais 4 × 100 m nage libre (dans lequel il s'est classé 9e) et 4 × 100 m quatre nages (dans lequel il s'est classé 15e).

### 2013–2016
En avril 2013, au Trophée Maria Lenk au Brésil, Chierighini a réalisé le septième meilleur temps de l'année au 50 mètres nage libre (21,88 secondes) et le quatrième au 100 mètres nage libre (48,11 secondes). Aux Championnats du monde de natation 2013 à Barcelone, il a terminé 7e du 4×100 mètres nage libre, aux côtés de Fernando Santos, Nicolas Oliveira et Vinícius Waked. Au 100 mètres nage libre, il a égalé son record personnel en demi-finale, avec un temps de 48,11 secondes, se classant troisième pour la finale, derrière Adrian (47,95) et Feigen (48,07). Il a terminé 6e de la finale, avec un temps de 48,28. Au 50 mètres nage libre, Cherighini a atteint les demi-finales, où il a battu son record personnel avec un temps de 21,84 secondes. Cependant, en raison du haut niveau de compétition (treize nageurs ont nagé des temps inférieurs à 22,0 secondes, mieux que Londres 2012 quand dix nageurs l'ont fait), il a terminé 10e, ratant la finale pour 10 centièmes de seconde. Au 4×100 mètres quatre nages, il a terminé 12e, avec Leonardo de Deus, Felipe Lima et Nicholas Santos,,,,,,,.
Aux Championnats pan-pacifiques 2014 à Gold Coast, Queensland, Australie, Chierighini a remporté une médaille de bronze au relais brésilien 4 × 100 mètres nage libre, avec João de Lucca, Bruno Fratus et  Nicolas Oliveira. Il a également terminé 4e du relais 4x100 mètres quatre nages, avec Guilherme Guido, Felipe França et Thiago Pereira, 8e du 50 mètres nage libre et 9e du 100 mètres libre,.
Aux Jeux panaméricains de 2015 à Toronto , Ontario , Canada , Chierighini a remporté la médaille d'or au relais 4 × 100 mètres quatre nages (battant le record des Jeux panaméricains avec un temps de 3:32,68, avec Guilherme Guido , Felipe França et Arthur Mendes). et dans le relais 4 × 100 mètres nage libre (où l'équipe a battu le record des Jeux panaméricains avec un temps de 3:13,66, il a nagé avec Matheus Santana, João de Lucca et Bruno Fratus). Il a également remporté une médaille de bronze au 100 mètres nage libre,,,.
Aux Championnats du monde de natation 2015 à Kazan, Chierighini a terminé 4e du relais 4 × 100 mètres nage libre, avec Matheus Santana, Bruno Fratus et João de Lucca. César Cielo n'a pas nagé la finale - malgré sa participation au championnat, il ressentait des douleurs à l'épaule ce jour-là. Au 100 mètres nage libre, Chierighini a réalisé son meilleur résultat individuel aux Championnats du monde, terminant à la 5e place, avec un temps de 48,27. Il a également terminé 10e du relais 4 × 100 mètres quatre nages,,,,,,.

### Jeux olympiques de 2016
Aux Jeux olympiques d'été de 2016, il a disputé trois finales: au 100 mètres nage libre, terminant 8e; au relais 4 × 100 mètres nage libre, terminant 5e; et au relais 4 × 100 mètres quatre nages, terminant 6e,,.

### 2017–2020
Aux Championnats du monde de natation 2017 à Budapest, dans le relais 4 × 100 mètres nage libre, l'équipe brésilienne composée de Chierighini, César Cielo, Bruno Fratus et Gabriel Santos a obtenu un résultat historique en remportant la médaille d'argent, le meilleur résultat brésilien de tous les temps aux Championnats du monde dans cette épreuve. Le Brésil a battu le record sud-américain établi en 2009, à l'époque des super-costumes, avec un temps de 3:10.34, à seulement 0.28 derrière l'équipe américaine. La dernière médaille du championnat du monde que le Brésil a remportée dans cette course a été remportée en 1994. Chierighini a réalisé la répartition la plus rapide de l'ensemble du peloton (46,85) et la troisième répartition la plus rapide jamais réalisée dans un costume textile. Il a également terminé 5e dans le Finale du 100 mètres nage libre, égalant son meilleur temps (48.11), et 5e du relais 4 × 100 mètres quatre nages, avec Henrique Martins, João Gomes Júnior et Guilherme Guido,,,,,.
Aux Championnats pan-pacifiques 2018 à Tokyo, au Japon, Chierighini a remporté la médaille d'or au relais 4 × 100 mètres nage libre, avec Gabriel Santos, Marco Ferreira Júnior et Pedro Spajari. Il a également terminé 4e du 100 mètres nage libre et 8e du 50 mètres nage libre,,.
Aux Championnats du monde de natation en petit bassin 2018 à Hangzhou, en Chine, Chierighini, avec César Cielo, Matheus Santana et Breno Correia, a remporté la médaille de bronze au 4 × 100 relais mètre libre, avec un temps de 3:05,15, établissant un record sud-américain. Il a également terminé 12e du 100 mètres nage libre,,.
Le 18 avril 2019, participant à la compétition du Trophée Maria Lenk à Rio de Janeiro, Chierighini a terminé la course de 100 mètres nage libre en 47,68 secondes, un nouveau record personnel et troisième au classement mondial derrière seulement Vladislav Grinev (47,43) et Kyle Chalmers (47.48). Son temps a été le plus rapide d'un Sud-Américain à l'ère des combinaisons textiles, battant le précédent record de César Cielo de 47,84, établi en 2011 aux Jeux panaméricains.
Aux Championnats du monde de natation 2019 à Gwangju, en Corée du Sud, Chierighini est venu tenter de décrocher une médaille sans précédent au 100 mètres nage libre. Il s'est qualifié 3e aux qualificatifs (47,95) et aux demi-finales (47,76). En finale, cependant, il n'a pas réussi à répéter le temps de la demi-finale, ce qui lui aurait valu la médaille de bronze : il a terminé la course à la 5e place avec un temps de 47,93. Le bronze a été remporté par Vladislav Grinev avec 47,82. Au relais 4 × 100 mètres nage libre et au relais 4 × 100 mètres quatre nages, il a terminé 6e, aidant le Brésil à se qualifier pour les Jeux olympiques de Tokyo 2020. Il a également terminé 16e au 50 mètres nage libre,,,.
Aux Jeux panaméricains de 2019 qui se sont tenus à Lima, au Pérou, Chierighini a remporté la médaille d'or au 100 mètres nage libre, battant Nathan Adrian, avec un temps de 48,09. Il a remporté une autre médaille d'or au relais 4 × 100 mètres nage libre, battant le record des Jeux panaméricains. Chierighini a également remporté deux médailles d'argent au relais mixte 4 × 100 mètres nage libre et au relais 4 × 100 mètres quatre nages,,,.

### Jeux olympiques de 2020
Aux Jeux olympiques d'été de 2020 à Tokyo, Chierighini a terminé 8e du relais 4 × 100 mètres nage libre et a été disqualifié du relais 4 × 100 mètres quatre nages.

## Palmarès

### Championnats du monde

#### En grand bassin
| Édition        | Épreuve         | Épreuve          | Épreuve              | Épreuve                |
| Édition        | 50 m nage libre | 100 m nage libre | 4 × 100 m nage libre | 4 × 100 m quatre nages |
| Shanghai 2011  | -               | -                | 9e des séries        | -                      |
| Barcelone 2013 | 10e des séries  | 6e 48 s 28       | 7e 3 min 14 s 45     | 12e des séries         |
| Kazan 2015     | -               | 5e 48 s 27       | 4e 3 min 13 s 22     | 10e des séries         |
| Budapest 2017  | -               | 5e 48 s 11       | Argent 3 min 10 s 34 | 5e 3 min 31 s 53       |
| Gwangju 2019   | 16e des séries  | 5e 47 s 93       | 6e 3 min 11 s 99     | 6e 3 min 30 s 86       |

#### En petit bassin
- Championnats du monde 2010 à Dubaï (Émirats arabes unis) :
  -  médaille de bronze du relais 4 × 100 m nage libre.
- Championnats du monde 2018 à Hangzhou (Chine) :
  -  médaille de bronze du relais 4 × 100 m nage libre.

## Meilleurs temps personnels
Les meilleurs temps personnels établis par Marcelo Chierighini dans les différentes disciplines sont détaillés ci-après.
| Épreuve    | Temps   | Compétition                            | Lieu           | Date          |
| 50m Libre  | 21 s 84 | Championnats du monde de natation 2013 | Barcelone      | 2 août 2013   |
| 100m Libre | 47 s 68 | Trophée Maria Lenk                     | Rio de Janeiro | 18 avril 2019 |